# Cronaca di Partenope
La Cronaca di Partenope è il titolo convenzionalmente attribuito a un'anonima opera storiografica volgare del Trecento. Si tratta della prima storia vernacolare di Napoli, la cui narrazione spazia dall'antichità fino al 1343.
La titolatura tradizionale nasce da un fraintendimento avvenuto nel 1526, quando ne fu data un'edizione in cinquecentina. In realtà, il titolo riportato da tutti i testimoni è "Croniche de la inclita cita de Napule, con li bagni di Possuoli ed Ischia".

## Epoca di redazione
La cronaca fu composta intorno o dopo la metà del Trecento, come desumibile da alcuni punti fermi cronologici, compresi tra il 1326 e il 1343. Potrebbe anche risalire (almeno in parte) agli ultimi decenni del Trecento, dal momento che essa indica al 1380 l'inizio dei giochi gladiatori di Porta Carbonara. Se tale data non è una corruzione della tradizione amanuense, può essere interpretata come terminus post quem per la composizione dell'opera, o almeno di una parte di essa.

## Contenuti
L'opera intende porsi come un'esaltazione del nobile retaggio della città di Napoli e delle sue personalità. Per far questo, l'autore attinge a una serie di materiali di origine classica, medievale, agiografica. 
Oltre alle numerose tradizioni popolari legate a luoghi e a sopravvivenze dell'antichità ancora riconoscibili, la Cronaca si distingue per l'attenzione dedicata alla figura di Virgilio e in particolare a un filone molto popolare nel Medioevo, quello dei suoi leggendari poteri magici: a Virgilio e al suo aspetto di mago sono dedicati ben 18 capitoli del primo libro della cronaca, dal n. 16 al n. 33. 
Nell'edizione a stampa del 1526, la seconda parte, che occupava i capitoli dal 58 al 71, era costituita da una scrittura trecentesca di diverso tenore, ora nota come Breve informazione.

### LaBreve informazione
La Breve informacione tracta de diverse croniche che fay a vuy nostro signore rey Luyse lo vostro fidelissimo vassallo Bartholomeo Caraczolo dicto Carrafa cavaliere de Napoli, come recita la rubrica finale, è una scrittura storiografica di un trecentesco Bartolomeo Caracciolo detto Carafa. Essa è un'epitome di storia del Regno di Napoli, dalle origini della monarchia alla morte di Roberto d'Angiò, il cui destino filologico accompagna quello della Cronaca di Partenope. 
Come si legge nella citata rubrica, la Breve informazione è dedicata a Luigi di Taranto, re consorte di Giovanna I d'Angiò che l'aveva sposato in seconde nozze. L'autore è stato riconosciuto in Bartolomeo Caracciolo (n. 1300 circa - m. 7 dicembre 1362), nobile, funzionario e diplomatico del Regno.

## Edizioni
- Samantha Kelly, The Cronaca Di Partenope: An Introduction to and Critical Edition of the First Vernacular History of Naples (C. 1350), Volume 89 di Medieval Mediterranean, Brill Academic Publishing, 2011 ISBN 978-90-04-19489-2